# El Cuarteto de la Migración
El Cuarteto de la Migración es una serie de cuatro novelas del escritor Latinx, nacido en Buenos Aires, Argentina (con nacionalidad mexicana) Francisco Laguna Correa, también conocido como (Franco Alessandro Laguna Correa, f.l. Crank, Dr. Crank y F. Laguna Correa). La primera novela de la serie es Wild North (novela). La segunda es la novela testimonial, experimental y fragmentada, escrita en inglés y que recurre a formas propias de la poesía en prosa, Crush Me/(broken novel), que en 2013 recibió el Premio Internacional de Poesía de la Universidad Autónoma de Aguascalientes. Después de tres años de corrección y edición, en 2017 la editorial independiente de Chicago Radical Narratives publicó Crush Me/(broken novel) y ese mismo año la revista Chicago Review of Books la recomendó como lectura obligada con motivo del Mes Nacional de la Poesía (National Poetry Month) en Estados Unidos. La tercera entrega del Cuarteto es la novela noir de suspenso Ortodoxa: contra-manual, finalista del Premio Equis de Novela 2015, que en 2018 publicó la editorial de Miami Suburbano Ediciones. La última entrega del Cuarteto es la novela testimonial y semiautobiográfica de suspenso, tortura y realismo psicológico Acedia: (Out of This World), publicada en California por Rayo Press en 2020.

## Wild North
Una primera versión sintética de la novela, con una introducción crítica de la catedrática boliviana Virginia Ayllón, fue publicada en La Paz, Bolivia por la editorial independiente Género Aburrido en 2014 con el título "Diógenes from the Wild North", tras resultar ganadora del Premio Literario Latinoamericano convocado en Bolivia por Género Aburrido. Laguna Correa continuó corrigiendo y editando el manuscrito durante dos años antes de publicar la versión completa en 2016 con la editorial, con base en California y Tamaulipas, Rayo Press. En el año 2020, Rayo Press publicó la segunda edición de Wild North (novela) debido a la favorable recepción crítica que tuvo la novela en el ámbito latinoamericano. En el año 2017, el reconocido autor mexicano Antonio Ortuño publicó en el periódico El Informador una lista de los mejores libros del año, en la que incluía Wild North. En el año 2020, la novela fue reimpresa con el heterónimo F. Laguna Correa.
Según el crítico literario y escritor guatemalteco Arturo Arias, ganador entre múltiples honores y premios, del Premio Nacional de Literatura "Miguel Ángel Asturias" y el Premio Casa de las Américas de Literatura, "Wild North desenreda los hilos del colonialismo abyecto que aún domina los imaginarios latinoamericanos. Su lectura es imprescindible." Para el reconocido escritor mexicano Yuri Herrera, ganador del "Premio Binacional de Novela" en 2013 y el Premio Anna-Seghers en el 2016, Wild North "es una novela con un lenguaje preciso y transparente. Es la historia de una migración que termina por convertirse en destierro, y a través de ella nos hace preguntas clave sobre lo que significa abandonar la tierra propia, la familia, la memoria. Es uno de esos libros que no dejan indiferente a ningún lector." Asimismo, para la catedrática boliviana Virginia Ayllón, Wild North "es una novela de viaje, del alumbramiento que se produce cuando la estancia en otro lugar ilumina las zonas nunca antes entrevistas en la vida cotidiana." Y para Antonio Ortuño, finalista del reconocido Premio Literario de la Editorial Anagrama de Barcelona, Wild North "es una rareza: una novela que cuestiona la vida desde el lenguaje y la literatura desde la vida. La frontera de este libro es una navaja (verbal) de dos filos."

## Crush Me/(broken novel)
Crush Me/(broken novel), escrita en inglés y publicada con el heterónimo f.l. Crank, está estructurada en nueve capítulos (Descents, Solitudes, Company, Nihil sum, Conversation, Delirium, Revelations, Fragmentum, Crush Me), un prólogo y un epílogo. La primera versión, publicada en 2016 con el título Crush Me/Ría Brava (a broken novel) fue publicada con una introducción de la investigadora y docente Ariana Vigil (directora del departamento de Estudios de Género y sobre la Mujer (Women's & Gender Studies Department) de la Universidad de Carolina del Norte en Chapel Hill). La novela, que recurre a técnicas de la poesía en prosa, comienza con una Nota del Editor: "The writing of this book began in a bus station. It was completed on an airplane. And it was corrected in a train station. Only those who have been behind bars could understand the anguish of the characters that shout in these pages". Según el juicio crítico de Ariana Vigil, "en Crush Me, f.l. Crank ha creado un retrato convincente y creativo de la experiencia migratoria. Encuadrando a una trabajadora doméstica, el texto nos permite mirar hacia el fenómeno migratorio enfocando a una colectividad que, aunque sigue aumentado en números con el paso de los años, continúa bajo las sombras de la clandestinidad. Al mismo tiempo, debido a la estructura experimental y un estilo lingüístico novedoso, el texto nos ofrece un nuevo acercamiento a las narrativas sobre la migración. Sin adherirse a un formato convencional o un género específico, Crush Me permite a migrantes y no-migrantes la oportunidad de experimentar la dimensión total del espíritu humano".

## Ortodoxa: contra-manual
Ortodoxa: contra-manual, publicada con el heterónimo Francisco Laguna Correa, es una novela de suspenso noir, cuyo personaje principal de la migrante latinoamericana Ortodoxa. En el año 2013, la Editorial Moho del escritor mexicano Guillermo Fadanelli aceptó publicar Ortodoxa con el propósito de ampliar su catálogo de textos con protagonistas femeninos, pero tras considerar las condiciones de publicación, Laguna Correa decidió no publicar la novela con Moho.  Posteriormente, la novela fue finalista del Premio Equis de Novela 2015, y en 2018 la editorial de Miami Suburbano Ediciones publicó Ortodoxa, la cual es descrita como " una novela oral, un manual y también una protesta en contra de la violencia hacia las mujeres indocumentadas acasilladas en el Primer Mundo. Ortodoxa parece sugerir que, en lugar de retornar, hay que quedarse a demoler el ground (zero) level del imperialismo global".

## Acedia: (Out of This World)
Acedia: (Out of This World), publicada con el heterónimo f.l. Crank, es una novela testimonial de suspenso, tortura y realismo psicológico, publicada en California por Rayo Press. La novela, cuyo protagonista es un joven originario del Mediterráneo pero confundido con un inmigrante indocumentado de México, narra es primera persona el testimonio de su secuestro por parte de dos nacionalistas republicanos estadounidenses cuyo leitmotiv es "Make America Great Again". Según la editoria de Rayo Press, Mandala Carrión, autora del texto crítico de la contraportada, Acedia: (Out of This World) es un viaje a la memoria y, por lo tanto, también es un viaje iniciático por los terrenos más abruptos, aunque no por eso despojados de belleza, que el personaje de esta novela experimentó en su propia carne. Con un lenguaje labrado con paciencia, como si cada palabra intentara semejar la caída de una gota en el venero literario contemporáneo, Acedia dejará una impronta imborrable en la imaginación y la memoria de sus lectores. Es difícil permanecer indiferente ante las escenas que se acumulan en esta obra de cariz casi testimonial.